# Liste der Fluggesellschaften in Benin
Dieser Artikel listet die Fluggesellschaften in Benin auf.

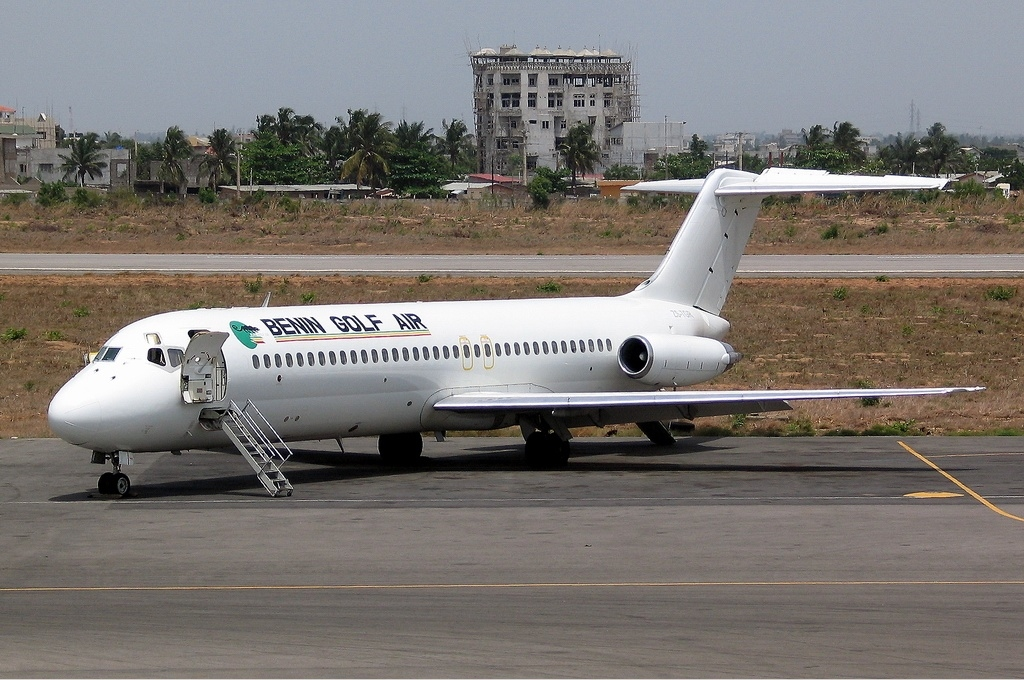
Douglas DC-9 der Benin Golf Air

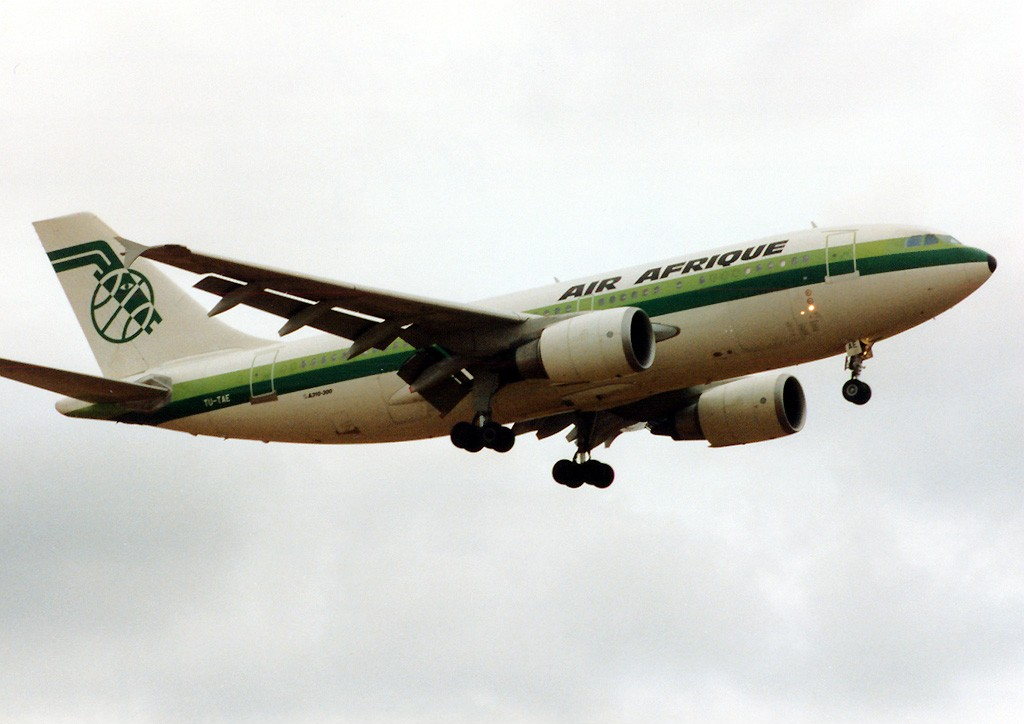
Airbus A310 der Air Afrique

| Fluggesellschaft     | IATA | ICAO | Rufzeichen     | Bemerkungen                                                                    |
| -------------------- | ---- | ---- | -------------- | ------------------------------------------------------------------------------ |
| Aero Benin           | EM   | AEB  | AEROBEN        | Passagierfluggesellschaft mit Linienflügen, Betrieb eingestellt                |
| Afric'Air Charter    | 7A   | AFF  | BENIN CHARTERS | Charterflüge, Betrieb eingestellt                                              |
| Afrique Airlines     | X5   | FBN  | AFRIQUE BENIN  | Passagierfluggesellschaft mit Linienflügen, Betrieb eingestellt                |
| Air Afrique          | RK   | RKA  | AIRAFRIC       | Passagierfluggesellschaft mit Linienflügen, multinational, Betrieb eingestellt |
| Bénin Airlines       |      | ABT  |                | Passagierfluggesellschaft mit Linienflügen                                     |
| Benin Golf Air       | A8   | BGL  | BENIN GOLD     | Passagierfluggesellschaft mit Linienflügen, Betrieb eingestellt                |
| COTAIR               | -    | -    | -              | Passagierfluggesellschaft mit Linienflügen, Betrieb eingestellt                |
| Royal Air            | -    | -    | -              | Charterflüge, Betrieb eingestellt                                              |
| Westair Bénin        | WH   | -    | -              | Passagierfluggesellschaft mit Linienflügen, Betrieb eingestellt                |
| Zircon Airways Benin | Z4   | BZW  | ZIRCON         | Passagierfluggesellschaft mit Linienflügen, Betrieb eingestellt                |